# Mill Creek (Mill Cove)
Der Mill Creek (englisch für „Mühlbach“) (der Oberlauf wird Pine River genannt) ist ein kurzer Bach in North Kingstown im US-Bundesstaat Rhode Island.
Der Flussname leitet sich von einer ehemaligen Getreidemühle am Unterlauf ab.
Das Gewässer entspringt südlich von Devil’s Foot Road und fließt zuerst durch Wohngebiete. Östlich der Post Road (U.S. Highway 1) bildet der Mill Creek / Pine River ein größeres Feuchtgebiet. Dann wendet sich der Bach nach Süden und wird teils unterirdisch durch das Gewerbegebiet von Quonset Point geleitet. Dort mündet ein kleiner Zufluss vom Quonset-Golfplatz in den Mill Creek, danach verlässt er das Gewerbegebiet Richtung Südwesten. Nach Unterquerung der Camp Avenue bildet der Mill Creek ein Ästuar, das sich in südliche Richtung schnell zur Mill Cove, einer kleinen Seitenbucht der Narragansett Bay, weitet.
Eine Untersuchung der Wassergüte im Jahr 1999 zeigte erhöhte Stickstoff-Werte. Der Abfluss im Beobachtungszeitraum betrug zwischen 159 l/s im April und 30,5 l/s im August.